# 文書スキーマ定義言語
文書スキーマ定義言語（ぶんしょスキーマていぎげんご、英: Document Schema Definition Languages, DSDL）は、マークアップ言語 XML もしくは SGML に準拠した文書に対して、異なる複数の妥当性検証技術 (スキーマ言語) による検証処理を適用するためのフレームワークであり、単一の検証技術を適用する場合よりも強力な検証処理を実現することを目的とする。
2007年8月現在、ISO/IEC 19757 で仕様の制定が進められている。
RELAX NG などいくつかの仕様は、既に制定作業を終了している。
文書スキーマ定義言語の標準は、10部 (パート) から構成される。
文書構造を記述する仕様、データ型を記述する仕様、構造化文書内のデータの関連を記述する仕様など、複数の仕様からなるモジュール化されたセットを定義する。
- 第1部 概要
- 第2部 正規文法に基づく妥当性検証 - RELAX NG
- 第3部 規則に基づく検証 - Schematron
- 第4部 名前空間に基づく検証委譲言語 - NVDL
- 第5部 データ型ライブラリ言語 - DTLL (Data Type Library Language)
- 第6部 パスに基づく一貫性制約
- 第7部 文字レパートリ記述言語 - CREPDL (Character Repertoire Description Language)
- 第8部 文書スキーマ再命名言語 - DSRL (Document Schema Renaming Language)
- 第9部 データ型および名前空間を認識するDTD
- 第10部 検証管理

2007年8月現在、第2部 (RELAX NG)、第3部 (スキマトロン) 及び第4部 (NVDL) は既に制定され、ISO国際規格となっている。
その他の仕様も作業部会で制定作業が進められている。
作業部会には、ジェームズ・クラークや村田真を含む構造化文書に関心をもつ人々が、参加している。
ジェームズ・クラークと村田真は、第2部 (RELAX NG) の制定で共同でエディタを務めた。
またクラークは、第6部 (パスに基づく一貫性制約) でエディタを務めており、村田真は 第4部 (NVDL) と第7部 (文字レパートリ記述言語) でエディタを務めている。